# Giardini pubblici di Castel Goffredo
I giardini pubblici di Castel Goffredo (Parco delle Rimembranze) sono un parco pubblico.

## Storia e descrizione
È situato nel centro storico della città, nell'area posta a fianco in cui un tempo sorgeva la seconda cinta muraria. La fortificazione, originaria del XV secolo, venne demolita tra il 1757 e il 1771 e nell'area venne impiantato un parco di ispirazione neoclassica, con una disposizione regolare di vialetti.
Il parco, realizzato tra il 1924 e il 1925 come "Parco delle Rimembranze", è ornato di numerosi monumenti:
- Monumento ai caduti, opera in marmo dello scultore Timo Bortolotti
- Monumento a Giovanni Acerbi
- Monumento ai Granatieri di Sardegna
- Masso longilineo dell'era quaternaria
- Cippo gromatico di epoca romana
- La Pigna, segnacolo funebre romano

Fra gli esemplari arborei più importanti vi sono tigli, pioppi, ippocastani e robinie.

## Galleria d'immagini
I monumenti presenti nei giardini pubblici:

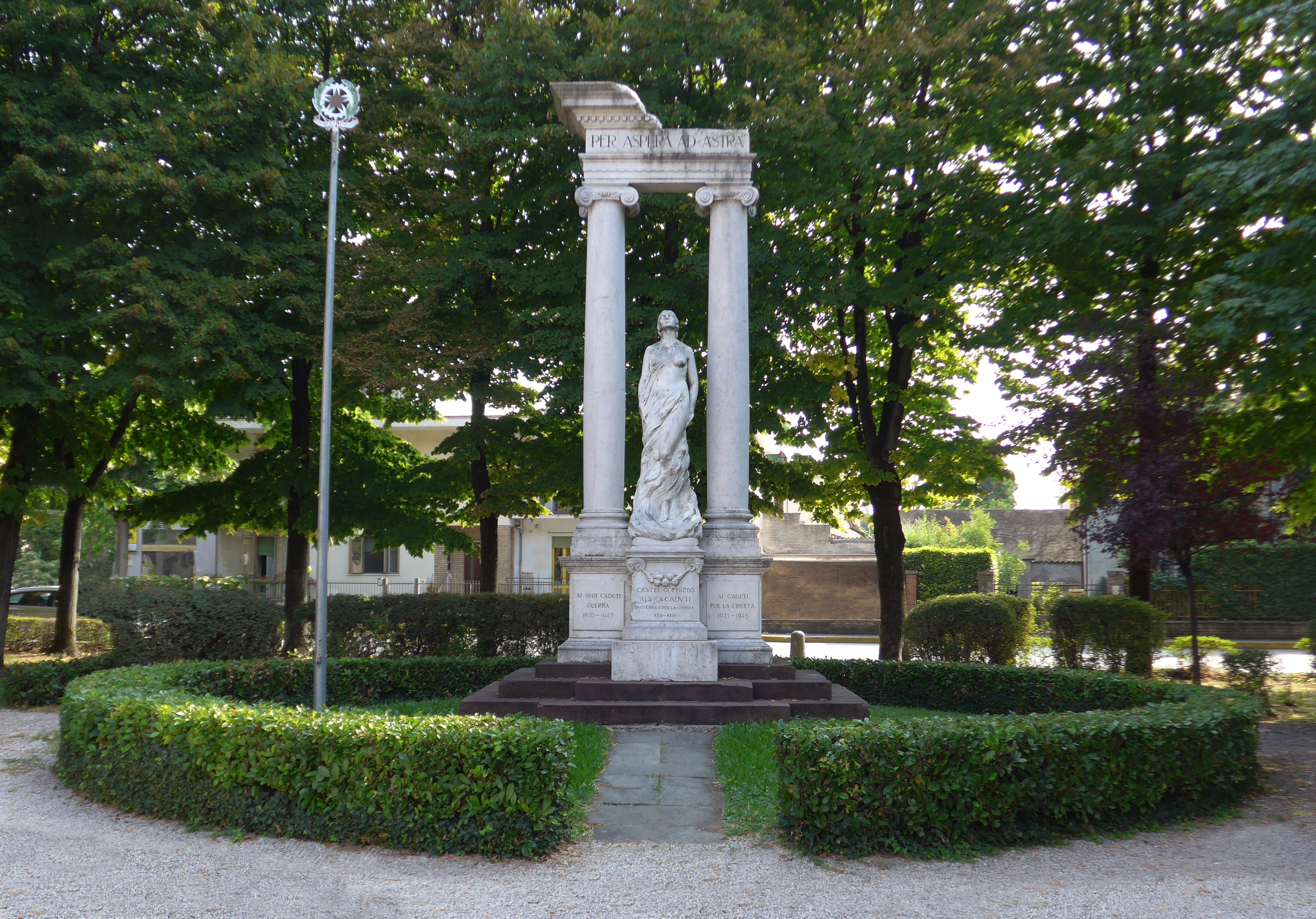
Monumento ai Caduti
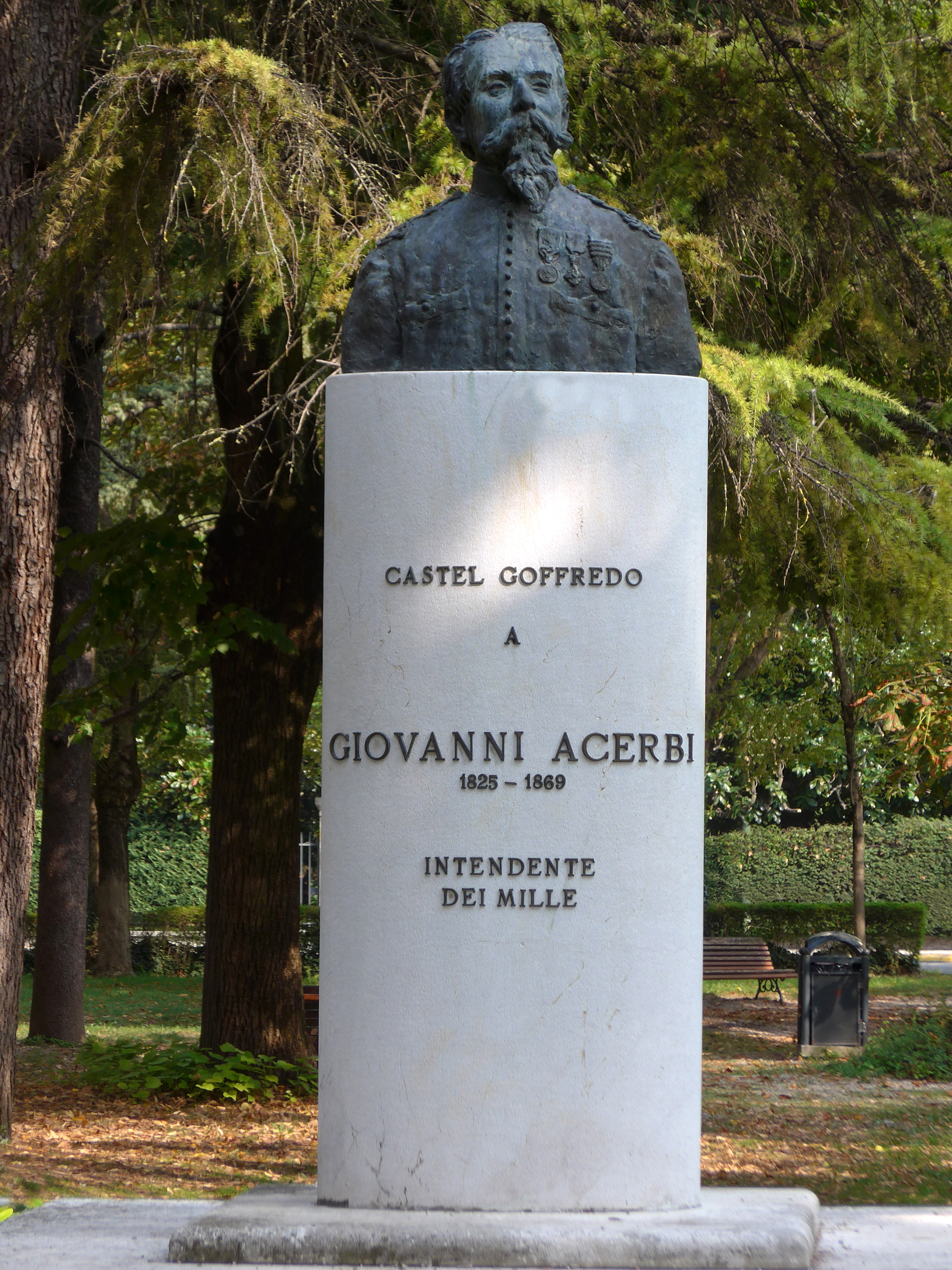
Monumento a Giovanni Acerbi
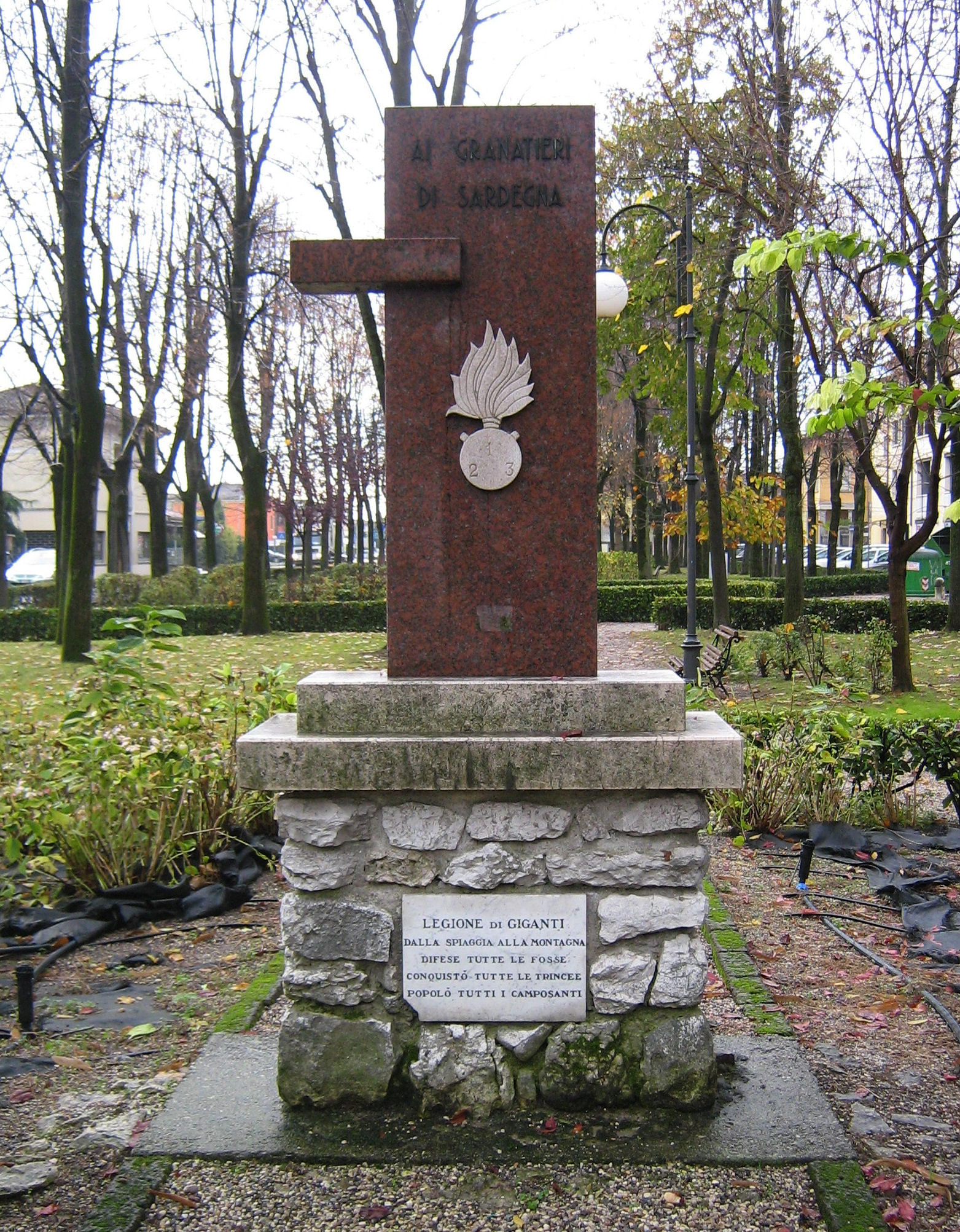
Monumento ai Granatieri di Sardegna
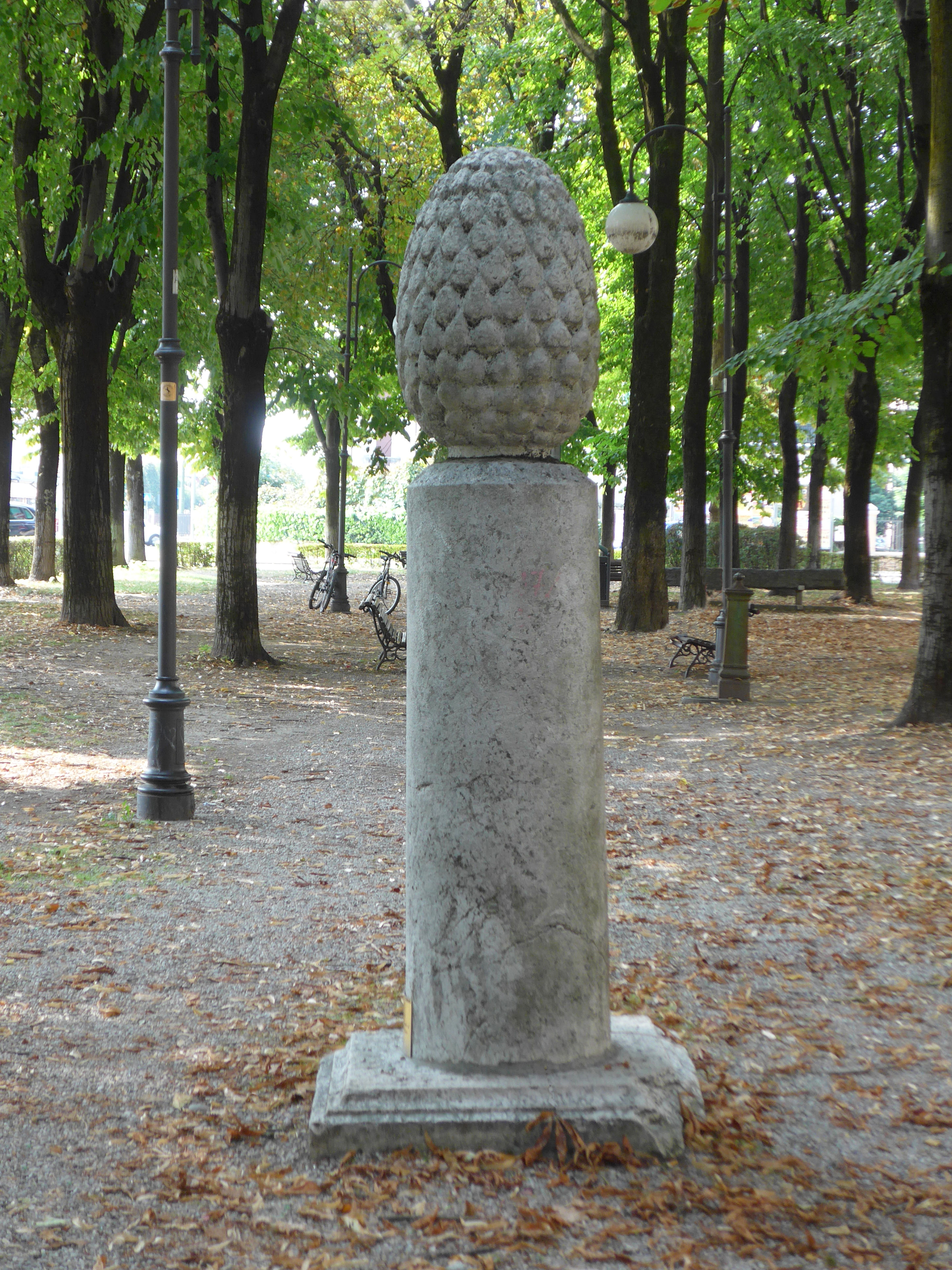
La Pigna
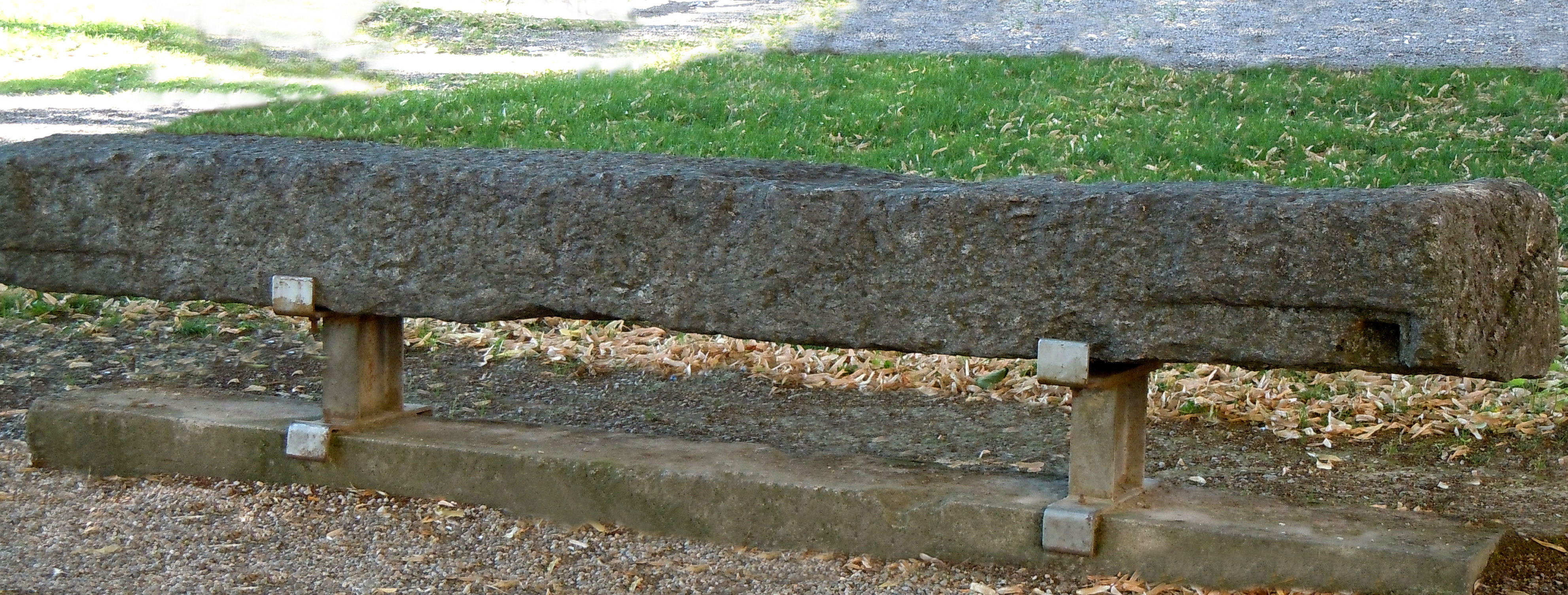
Masso longilineo dell'era quaternaria
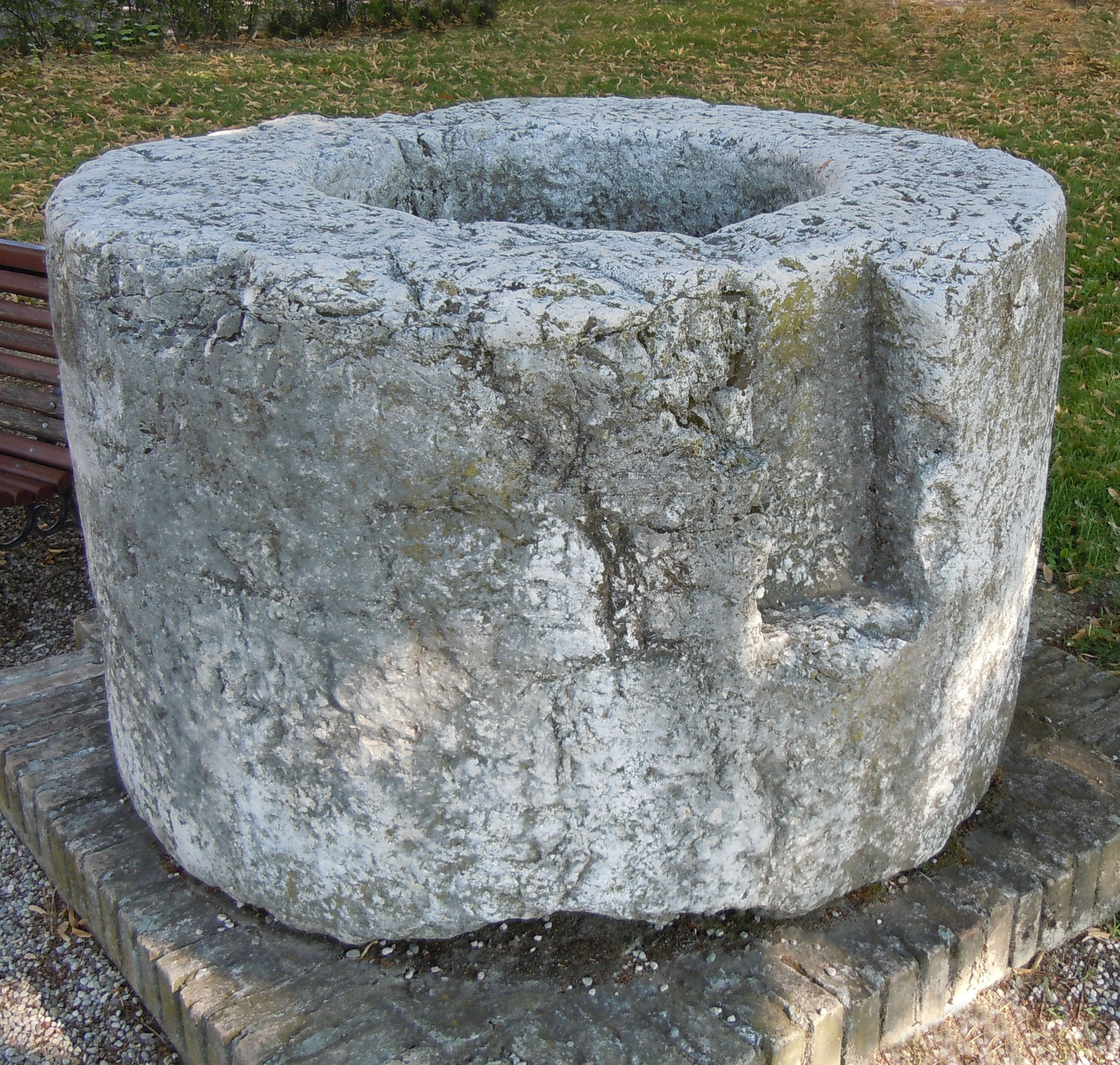
Cippo gromatico